# Bus Driver
Bus Driver (укр. Бас драйвер, букв. укр. Водій автобуса) — відеогра у жанрі автосимулятор, розроблена чеською компанією SCS Software. Гра була випущена на Microsoft Windows 22 березня 2007 та розповсюджувалася цифровою дистрибуцією. Версія гри для OS X вийшла 8 червня 2011. Порт для iOS «Bus Driver – Pocket Edition», для App Store випустило канадське видавництво Meridian4 27 лютого 2014.
Також існує версія гри Bus Driver Gold, яка відрізняється від звичайної версії наявністю декількох нових маршрутів, одного нового автобуса, видом камери від бампера і виправленням сумісності з DirectX. 

## Геймплей
Гравцю треба проїхати 30 маршрутів по міських вулицях, прокладених по місту, дотримуючись правил дорожнього руху та перевезення пасажирів. Для водіння доступні 12 машин. 
Серед завдань: перевезення школярів, туристичні екскурсії та транспортування ув'язнених.